# 増田正人 (経済学者)
増田正人（ますだ まさと、1960年-　）は、日本の経済学者、コンサルタント。別名・藍正人。専門はアジア投資、クリーン開発メカニズム。エムフォーユー代表取締役。

## 人物・経歴
神奈川県出身。1983年に一橋大学経済学部を卒業し、日本興業銀行（現みずほ銀行）に入行。大学時代は塩野谷祐一教授のゼミに所属。香港中文大学留学後本店でデリバティブを担当。1991年から香港支店で営業企画課長兼リスク管理課長等を務め、ストラクチャード・ファイナンスなど国際金融業務に従事。1998年に本店に戻り、投資銀行部門や、リスク管理部門、東アジア担当審査責任者、バンコク支店次長を経て、2001年8月に退社し独立。エムフォーユー代表取締役に就任。日本政策投資銀行、国際協力銀行による炭素ファンド・日本カーボンファイナンス株式会社常任顧問や、東京大学大学院新領域創成科学研究科国際環境協力学講師、三菱商事株式会社地球環境インフラ事業開発・排出権事業顧問を歴任。
法政大学教授・経済学者の増田正人は同年の別人

## 著書
- 『チャイナ・リスク 日本の対中国ストラテジー』藍正人 NTT出版 2002
- 『中国融資を回収せよ』藍正人 PHP研究所 2002
- 『なぜ中国で失敗するのか チャイナ・リスクの本質を見抜け! 戦略ビジネス・ストーリー』藍正人 ダイヤモンド社 2004
- 『排出権取引と低炭素社会 国際排出権市場取引の理論と実践』千倉書房 2008
- 『国家の行方―全球化する世界と経済システムの再組織化』千倉書房 2013
- 『エナジー ブレイクスルー データ視覚化で説く日本の近未来エネルギー像の選択』Amazon Services International, Inc. 2015
- 『狂信と謀略の２１世紀を生き抜く戦略論: いかに中国共産党を凌駕するのか？』 Amazon Services International, Inc. 2017